# То: Добре дошли в Дери
То: Добре дошли в Дери (на английски: It: Welcome to Derry) е американски сериал на ужасите, разработен от Анди Мушиети, Барбара Мушиети и Джейсън Фукс. Служи като предистория на То (2017) и То: Част втора (2019), филмова адаптация на Мушиети, разделена в две части, на романа То (1986) от Стивън Кинг. В него участват Джован Адепо, Крис Чалк, Тейлър Пейдж, Джеймс Ремар и Стивън Райдър, а Бил Скарсгорд отново ще изиграе ролята на Пенуайз/То от филмите.
Сериалът е планиран да бъде излъчен през 2025 г. по Ейч Би О и достъпен в стрийминг платформата Макс.

## Актьори
- Джован Адепо
- Крис Чалк
- Тейлър Пейдж
- Джеймс Ремар
- Стивън Райдър
- Бил Скарсгорд – То/Пениуайз
- Маделин Стоу
- Аликсандра Фукс
- Кимбърли Гереро
- Дориан Грей
- Томас Мичъл
- Би Джей Харисън
- Питър Аутърбридж
- Шейн Мериът
- Чад Рук
- Джошуа Оджик
- Морнингстар Анджелин
- Руди Манкусо

## Продукция
През март 2022 г. Върайъти съобщава, че Анди Мушиети, Барбара Мушиети и Джейсън Фукс разработват предистория, на която са и изпълнителни продуценти, на То (2017) за Ейч Би О Макс, озаглавена Добре дошли в Дери, която се развива през 60-те години (преди събитията от филма) и ще включва също историята на произхода на клоуна Пениуайз. През февруари 2023 г. сериалът получава зелена светлина и е съобщено, че Анди Мушиети ще режисира няколко епизода, включително пилотния, като Фукс ще е сценарист.
През април 2023 г. Джован Адепо, Крис Чалк, Тейлър Пейдж и Джеймс Ремар се присъединяват към актьорския състав. Освен това Стивън Райдър се присъединява като редовен участник в сериала, а Маделин Стоу като постоянен гост. Записите се провеждат в Торонто, Хамилтън и Порт Хоуп през май 2023 г., като се очакваше да продължат до декември. В средата на юли производството е спряно поради стачката на актьорите в САЩ. Снимките са подновени на 22 януари 2024 г. и се очаква да приключат на 28 юни 2024 г.